# Geraldo de Almeida Melo
Geraldo José de Almeida Melo, ou apenas Geraldo Melo, (Jaboatão dos Guararapes, 11 de abril de 1943 – Recife, 4 de janeiro de 2010) foi um empresário, comerciante e político brasileiro, outrora deputado federal por Pernambuco.

## Dados biográficos
Filho de Francisco José Melo e Maria José Almeida Melo. Comerciante e empresário, elegeu-se prefeito de Jaboatão dos Guararapes numa sublegenda do MDB em 1976, rumando para o PDS quatro anos depois. Eleito deputado federal em 1982, votou a favor da Emenda Dante de Oliveira em 1984 e em Tancredo Neves no Colégio Eleitoral em 1985. Após uma passagem rápida pelo PFL, reelegeu-se pelo PMDB em 1986. Membro da Assembleia Nacional Constituinte responsável pela Constituição de 1988, foi eleito prefeito de Jaboatão dos Guararapes no referido ano e deputado estadual em 1994 e 1998.
Faleceu vítima de câncer de pulmão.